# STOXX Europe 50
| STOXX Europe 50 | STOXX Europe 50 |
| Stammdaten      | Stammdaten      |
| --------------- | --------------- |
| Staat           | Europa          |
| Börse           | STOXX Ltd.      |
| ISIN            | EU0009658160    |
| WKN             | 965816          |
| Symbol          | SX5P            |
| RIC             | ^STOXX50R       |
| Bloomberg-Code  | SX5P <INDEX>    |
| Kategorie       | Aktienindex     |
| Typ             | Kursindex       |
| Familie         | STOXX           |

Der STOXX Europe 50 ist ein Aktienindex, der sich aus 50 großen, börsennotierten, europäischen Unternehmen zusammensetzt. Er gilt als eines der führenden Börsenbarometer Europas. Zu unterscheiden ist er vom Euro STOXX 50, der nur Unternehmen des Euro-Währungsgebiets enthält.

## Berechnung
Es wird sowohl ein Kursindex (ISIN EU0009658160) als auch ein Performanceindex (ISIN EU0009658178) berechnet. Konvention ist, dass ohne Namenszusatz unter STOXX Europe 50 der Kursindex verstanden wird, in dem die Dividenden unberücksichtigt bleiben. Dies ist anders als beim deutschen Aktienindex DAX, bei dem üblicherweise vom Performanceindex die Rede ist.
Die Indexzusammensetzung wird jährlich im September überprüft. Auswahlkriterium ist die Marktkapitalisierung bezogen auf den Streubesitz. Die Gewichtung der Einzelwerte ist bei 10 Prozent gedeckelt. Die Berechnung wird während der STOXX-Ltd.-Handelszeit von 9:00 bis 17:30 MEZ jede Sekunde aktualisiert.

## Geschichte

### Historischer Überblick

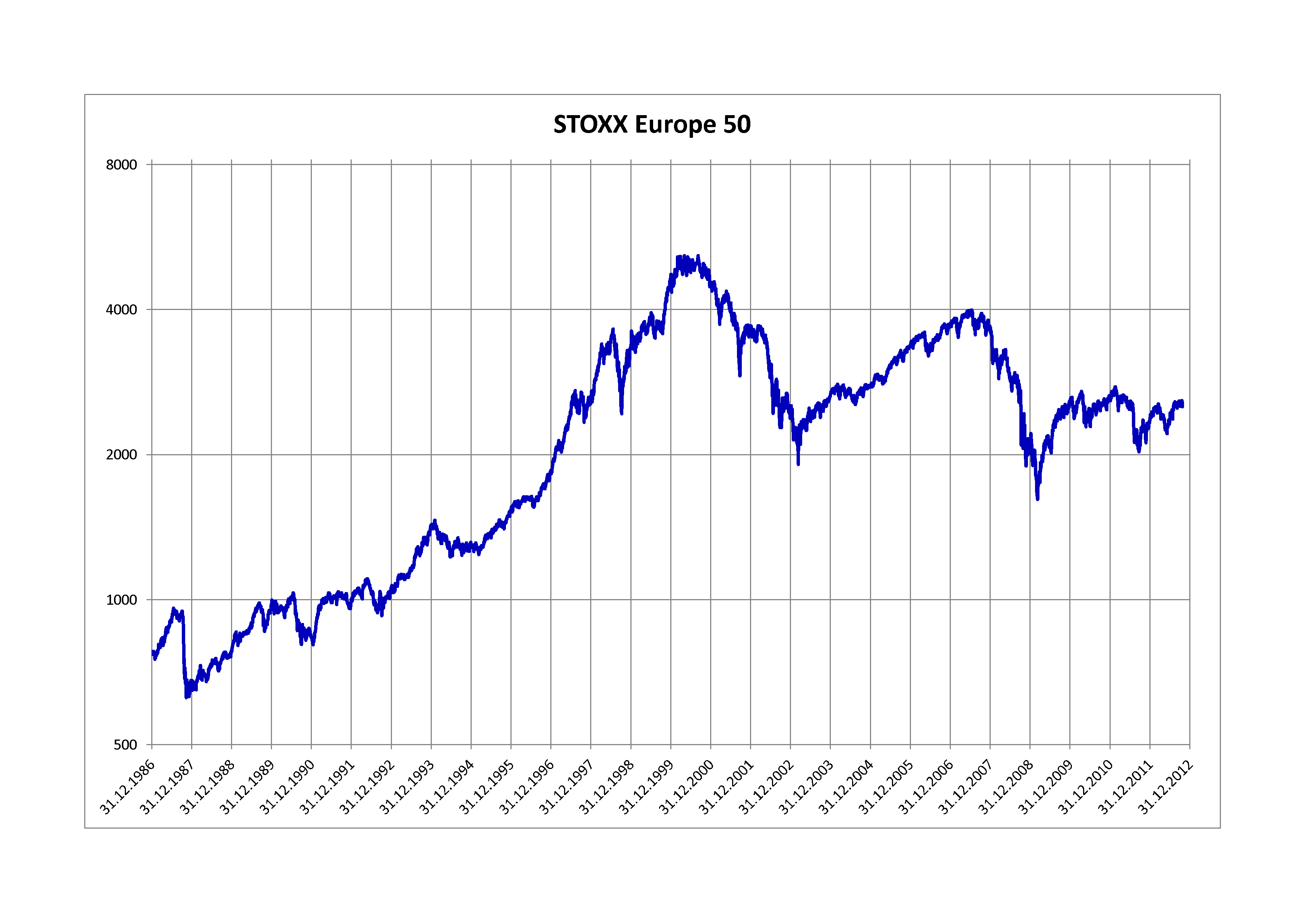
STOXX-Europe-50-Index 1986–2012

Der Aktienindex wurde am 26. Februar 1998 unter dem Namen Dow Jones STOXX 50 eingeführt. Die Indexbasis liegt bei 1.000,00 Punkten am 31. Dezember 1991. Eine rückwärtige Berechnung wurde bis in das Jahr 1986 durchgeführt. Am 1. März 2010 erfolgte die Umbenennung in STOXX Europe 50, um damit die neuen Eigentümerstrukturen widerzuspiegeln. Im Dezember 2009 erwarben die Deutsche Börse und die SIX Group den Anteil an STOXX Ltd., der zuvor von der Dow Jones & Company gehalten wurde. Seitdem wird der Index von der STOXX Ltd. in Zürich geführt.
Meilensteine in der Entwicklung des STOXX 50 waren der 3. Januar 1990, als der Index erstmals über der 1.000-Punkte-Marke schloss und der 5. Februar 1997, als er den Handel zum ersten Mal über der Grenze von 2.000 Punkten beendete. In den folgenden Jahren markierte der Index weitere Rekordstände. Am 26. Februar 1998 schloss der STOXX 50 erstmals über der 3.000-Punkte-Marke und am 9. November 1999 zum ersten Mal über der Grenze von 4.000 Punkten. Über der Marke von 5.000 Punkten beendete der Aktienindex erstmals den Handel am 2. März 2000.
Am 2. Mai 2000 markierte der STOXX 50 mit einem Schlussstand von 5.183,24 Punkten ein Allzeithoch. Nach dem Platzen der Spekulationsblase im Technologiesektor (Dotcom-Blase) fiel der Index bis 12. März 2003 auf einen Tiefststand von 1.909,05 Punkten. Das war ein Rückgang seit März 2000 um 63,2 Prozent. Der 12. März 2003 bedeutet das Ende der Talfahrt. Ab Frühjahr 2003 begann der STOXX 50 wieder zu steigen. Bis zum 16. Juli 2007 stieg der Aktienindex auf einen Schlussstand von 3.998,93 Punkten.
Im Verlauf der internationalen Finanzkrise, die im Sommer 2007 in der US-Immobilienkrise ihren Ursprung hatte, begann der STOXX 50 wieder zu sinken. Am 17. März 2008 schloss der Index wieder unter der Grenze von 3.000 Punkten und am 20. November 2008 unter der 2.000-Punkte-Marke. Einen neuen Tiefststand erzielte der STOXX 50 am 9. März 2009, als er den Handel mit 1.614,75 Punkten beendete. Seit dem 16. Juli 2007 entspricht das einem Rückgang um 69,6 Prozent. Der 9. März 2009 markiert den Wendepunkt der Talfahrt. Ab dem Frühjahr 2009 war der Index wieder auf dem Weg nach oben. Bis zum 17. Februar 2011 stieg er um 71,5 Prozent auf einen Schlussstand von 2.768,65 Punkten.
Die Abschwächung der globalen Konjunktur und die Verschärfung der Eurokrise führten zu einem Kurseinbruch des Index. Am 22. September 2011 beendete der STOXX Europe 50 den Handel bei 2.028,03 Punkten. Der Verlust seit dem 17. Februar 2011 beträgt 26,8 Prozent. Die Ankündigung neuer Anleihekaufprogramme der Europäischen Zentralbank und der US-Notenbank in grundsätzlich unbegrenztem Umfang führte zu einer Erholung der Kurse am Aktienmarkt. Die monetären Impulse spielten eine größere Rolle bei der Kursbildung, als die weltweite Wirtschaftsabkühlung und die Lage der Unternehmen. Am 9. Januar 2013 schloss der Index bei 2.659,71 Punkten und damit um 31,2 Prozent höher als am 22. September 2011.

### Höchststände
Die Übersicht zeigt die Allzeithöchststände des STOXX Europe 50 als Kursindex (ohne Dividenden) und als Performanceindex (mit Dividenden).
|                                       | Punkte   | Datum                     |
| ------------------------------------- | -------- | ------------------------- |
| Kursindex im Handelsverlauf           | 5.186,09 | Dienstag, 2. Mai 2000     |
| Kursindex auf Schlusskursbasis        | 5.183,24 | Dienstag, 2. Mai 2000     |
| Performanceindex auf Schlusskursbasis | 6.626,79 | Montag, 4. September 2000 |

### Meilensteine
Die Tabelle zeigt die Meilensteine des bis 1986 zurückgerechneten STOXX Europe 50.
| Erster Schlussstand über | Schlussstand in Punkten | Datum             |
| ------------------------ | ----------------------- | ----------------- |
| 1.000                    | 1.000,35                | 3. Januar 1990    |
| 1.500                    | 1.501,15                | 6. Dezember 1995  |
| 2.000                    | 2.005,92                | 5. Februar 1997   |
| 2.500                    | 2.542,85                | 3. Juli 1997      |
| 3.000                    | 3.000,35                | 26. Februar 1998  |
| 3.500                    | 3.513,92                | 3. Juli 1998      |
| 4.000                    | 4.026,28                | 9. November 1999  |
| 4.500                    | 4.588,01                | 23. Dezember 1999 |
| 5.000                    | 5.070,80                | 2. März 2000      |

### Jährliche Entwicklung
Die Tabelle zeigt die jährliche Entwicklung des bis 1986 zurückgerechneten STOXX Europe 50.
| Jahr | Schlussstand in Punkten | Veränderung in Punkten | Veränderung in % |
| ---- | ----------------------- | ---------------------- | ---------------- |
| 1986 | 775,00                  |                        |                  |
| 1987 | 651,26                  | −123,74                | −15,97           |
| 1988 | 781,29                  | 130,03                 | 19,97            |
| 1989 | 980,22                  | 198,93                 | 25,46            |
| 1990 | 835,34                  | −144,88                | −14,78           |
| 1991 | 1.000,00                | 164,66                 | 19,71            |
| 1992 | 1.057,56                | 57,56                  | 5,76             |
| 1993 | 1.429,10                | 371,54                 | 35,13            |
| 1994 | 1.298,78                | −130,32                | −9,12            |
| 1995 | 1.538,23                | 239,45                 | 18,44            |
| 1996 | 1.850,10                | 311,87                 | 20,27            |
| 1997 | 2.633,63                | 783,53                 | 42,35            |
| 1998 | 3.320,25                | 686,62                 | 26,07            |
| 1999 | 4.742,42                | 1.422,17               | 42,83            |
| 2000 | 4.557,13                | −185,29                | −3,91            |
| 2001 | 3.706,93                | −850,20                | −18,66           |
| 2002 | 2.407,87                | −1.299,06              | −35,04           |
| 2003 | 2.660,37                | 252,50                 | 10,49            |
| 2004 | 2.774,77                | 114,40                 | 4,30             |
| 2005 | 3.349,10                | 574,33                 | 20,70            |
| 2006 | 3.697,22                | 348,12                 | 10,39            |
| 2007 | 3.683,79                | −13,43                 | −0,36            |
| 2008 | 2.065,46                | −1.618,33              | −43,93           |
| 2009 | 2.578,92                | 513,46                 | 24,86            |
| 2010 | 2.600,90                | 21,98                  | 0,85             |
| 2011 | 2.369,52                | −231,38                | −8,90            |
| 2012 | 2.568,91                | 199,39                 | 8,41             |
| 2013 | 2.909,37                | 340,46                 | 13,25            |
| 2014 | 2.990,30                | 80,93                  | 2,78             |
| 2015 | 3.118,07                | 127,77                 | 4,27             |
| 2016 | 3.010,55                | −107,52                | −3,45            |
| 2017 | 3.177,84                | 167,29                 | 5,56             |
| 2018 | 2.755,16                | −422,68                | −13,30           |
| 2019 | 3.404,23                | 649,07                 | 23,56            |
| 2020 | 3.575,43                | 171,20                 | 5,03             |
| 2021 | 4.298,41                | 745,77                 | 20,99            |
| 2022 | 3.793.62                | -504.79                |                  |

## Zusammensetzung
Der STOXX Europe 50 setzt sich (Stand: April 2025) aus folgenden 50 Unternehmen zusammen:
| Name                     | Land                   | Branche                             | Gewichtung in % | Logo |
| ------------------------ | ---------------------- | ----------------------------------- | --------------- | ---- |
| ABB                      | Schweiz                | Industriegüter und Dienstleistungen | 1,46            |      |
| Air Liquide              | Frankreich             | Chemie                              | 1,76            |      |
| Airbus                   | Frankreich             | Industriegüter und Dienstleistungen | 1,93            |      |
| Allianz                  | Deutschland            | Versicherung                        | 2,33            |      |
| Anheuser-Busch InBev     | Belgien                | Nahrungsmittel, Getränke, Tabak     | 1,74            |      |
| ASML                     | Niederlande            | Technologie                         | 3,98            |      |
| AstraZeneca              | Vereinigtes Königreich | Gesundheit                          | 3,27            |      |
| Axa                      | Frankreich             | Versicherung                        | 1,49            |      |
| Banco Santander          | Spanien                | Bank                                | 1,60            |      |
| BASF                     | Deutschland            | Chemie                              | 0,65            |      |
| BNP Paribas              | Frankreich             | Bank                                | 1,40            |      |
| BP                       | Vereinigtes Königreich | Energie                             | 1,13            |      |
| British American Tobacco | Vereinigtes Königreich | Nahrungsmittel, Getränke, Tabak     | 1,46            |      |
| Deutsche Telekom         | Deutschland            | Telekommunikation                   | 2,79            |      |
| Diageo                   | Vereinigtes Königreich | Nahrungsmittel, Getränke, Tabak     | 0,94            |      |
| Enel                     | Italien                | Versorger                           | 1,30            |      |
| EssilorLuxottica         | Frankreich             | Augenoptik                          | 1,99            |      |
| Glencore                 | Schweiz                | Handel                              | 0,63            |      |
| GSK                      | Vereinigtes Königreich | Gesundheit                          | 1,13            |      |
| Hermès                   | Frankreich             | Luxusgüter                          | 4,25            |      |
| HSBC                     | Vereinigtes Königreich | Bank                                | 2,91            |      |
| Iberdrola                | Spanien                | Versorger                           | 1,67            |      |
| ING Groep                | Niederlande            | Bank                                | 0,94            |      |
| Intesa Sanpaolo          | Italien                | Bank                                | 1,35            |      |
| L’Oréal                  | Frankreich             | Konsumgüter und Dienstleistungen    | 3,22            |      |
| LSE Group                | Vereinigtes Königreich | Börsenwesen                         | 1,22            |      |
| LVMH Moët Hennessy       | Frankreich             | Konsumgüter und Dienstleistungen    | 4,27            |      |
| Mercedes-Benz Group      | Deutschland            | Automobile                          | 0,84            |      |
| Münchener Rück           | Deutschland            | Versicherung                        | 1,38            |      |
| National Grid            | Vereinigtes Königreich | Versorger                           | 1,08            |      |
| Nestlé                   | Schweiz                | Nahrungsmittel, Getränke, Tabak     | 4,18            |      |
| Novartis                 | Schweiz                | Gesundheit                          | 3,35            |      |
| Novo Nordisk             | Dänemark               | Gesundheit                          | 3,33            |      |
| Prosus                   | Niederlande            | Technologie                         | 1,61            |      |
| RELX Group               | Vereinigtes Königreich | Medien                              | 1,47            |      |
| Richemont                | Schweiz                | Luxusgüter                          | 1,31            |      |
| Rio Tinto                | Vereinigtes Königreich | Rohstoffe                           | 1,11            |      |
| Roche                    | Schweiz                | Gesundheit                          | 3,30            |      |
| Safran                   | Frankreich             | Industriegüter und Dienstleistungen | 1,54            |      |
| Sanofi                   | Frankreich             | Gesundheit                          | 2,01            |      |
| SAP                      | Deutschland            | Technologie                         | 4,65            |      |
| Schneider Electric       | Frankreich             | Industriegüter und Dienstleistungen | 2,01            |      |
| Shell                    | Vereinigtes Königreich | Energie                             | 3,07            |      |
| Siemens                  | Deutschland            | Industriegüter und Dienstleistungen | 2,53            |      |
| TotalEnergies            | Frankreich             | Energie                             | 2,04            |      |
| UBS                      | Schweiz                | Bank                                | 1,37            |      |
| Unicredit                | Italien                | Bank                                | 1,42            |      |
| Unilever                 | Vereinigtes Königreich | Privat- und Haushaltsgüter          | 2,41            |      |
| Vinci                    | Frankreich             | Bau und Baustoffe                   | 1,18            |      |